# Johann Friedrich von Stammer
Johann Friedrich von Stammer, meist nur Johann Friedrich Stammer, († 1720) war ein königlich-polnischer und kurfürstlich-sächsischer Kammerherr, Oberaufseher der Grafschaft Mansfeld sowie Besitzer des Amtes Rammelburg.

## Leben

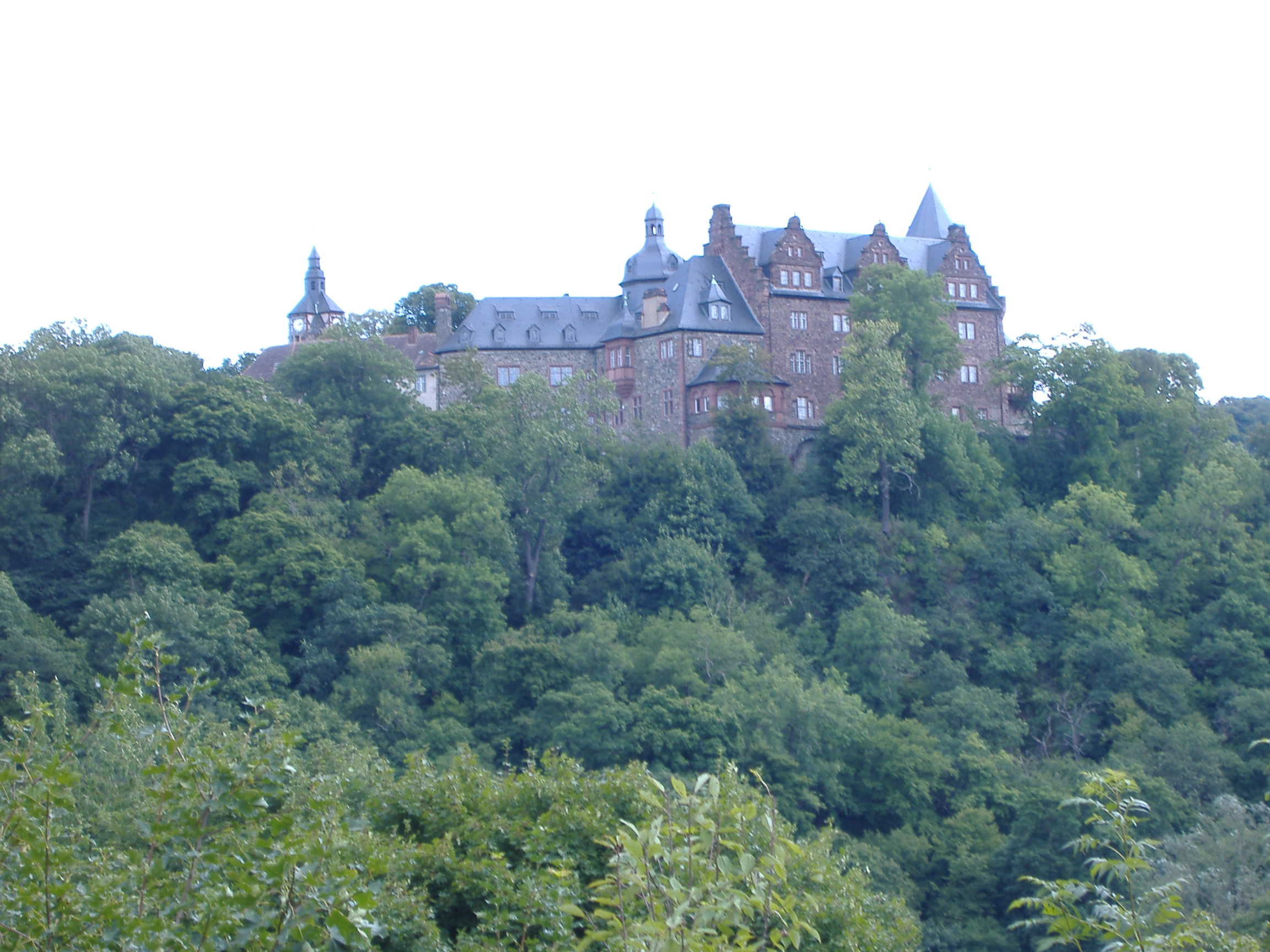
Schloss Rammelburg – Wohnsitz Johann Friedrich von Stammers und seiner Familie

Er stammte aus dem alten sächsischen Adelsgeschlecht von Stammer. Adrian Adam von Stammer (* 1659; † 1704), preußischer Geheimer Rat, Stiftshauptmann in Quedlinburg sowie Ritter des Johanniterordens, war sein Vater und Sophia Maria von Stammer geborene von Selmnitz († 14. Februar 1705) seine Mutter. Hans Rudolph von Stammer war sein Bruder. Wie viele Vertreter altadliger Familien verzichtete er meist auf das Adelsprädikat von.
Wie viele Mitglieder seiner Familie schlug er eine Verwaltungslaufbahn ein und wurde Kammerherr am Hof zu Dresden. Als solcher erhielt er das Amt des Oberaufsehers über die Grafschaft Mansfeld in Eisleben übertragen. Da dies eine Anwesenheit vor Ort erforderte, zog er auf das Schloss Rammelburg im Harz, das der Mittelpunkt des Amtes Rammelburg war und das seine Familie seit 1602 für die geliehene Summe von 100.000 Reichstalern im dauerhaften Pfandbesitz von den Grafen von Mansfeld hatte.
Stammer war bekannt mit August Hermann Francke.
Kurz vor seinem kinderlosen Tod verkaufte er im Jahre 1720 das Amt Rammelburg an den späteren GeneralleutnantChristian August Freiherr von Friesen († 1737).

## Familie
Er heiratete Hedwig Sophia von Meseberg. Die Ehe blieb kinderlos.

## Wappen
Sein Wappen zeigt einen silbernen schrägen Wellenbalken auf rotem Grund. Auf dem Helm mit rot und silbern Decken eine rote Mütze, besteckt mit neun, wie der Schild gezeichneter Fähnlein an goldenen Schäften.